# Kéo dài sự sống
Kéo dài sự sống là ý tưởng kéo dài tuổi thọ của con người, một cách khiêm tốn – thông qua những cải tiến trong y học – hoặc đáng kể bằng cách tăng tuổi thọ tối đa vượt quá giới hạn thừa nhận chung là 125 năm. Khả năng để đạt được những thay đổi mạnh mẽ như vậy, tuy nhiên, hiện không tồn tại.
Một số nhà nghiên cứu trong lĩnh vực này, và "những người kéo dài sự sống", "những người bất tử" hay "những người sống lâu" (những người muốn tự mình sống lâu hơn), tin rằng những đột phá trong tương lai của việc trẻ hóa mô, tế bào gốc, y học tái tạo, sửa chữa phân tử, liệu pháp gen, dược phẩm, và thay thế nội tạng (chẳng hạn như với các cơ quan nhân tạo hoặc cấy ghép nhân tạo cơ thể người) cuối cùng sẽ cho phép con người có tuổi thọ vô hạn thông qua việc trẻ hóa hoàn toàn đến một tình trạng trẻ trung khỏe mạnh. Tranh cãi về đạo đức, nếu việc kéo dài cuộc sống trở nên khả thi, đang được các nhà đạo đức sinh học tranh luận.
Việc bán các sản phẩm chống lão hóa có mục đích như bổ sung và thay thế hormone là một ngành công nghiệp sinh lời trên toàn cầu. Ví dụ, ngành công nghiệp khuyến khích sử dụng hormone như một phương pháp điều trị cho người tiêu dùng để làm chậm hoặc đảo ngược quá trình lão hóa ở thị trường Mỹ tạo ra khoảng 50 tỷ USD doanh thu một năm trong năm 2009. Việc sử dụng các sản phẩm như vậy chưa được chứng minh là hiệu quả hoặc an toàn.